# 純陽峰
純陽峰是香港一座山峰，高591米。它位於新界東北部，為八仙嶺最西方和最高的山峰，其西北和東北山脊為大埔區和北區的分界線。純陽峰被劃入八仙嶺郊野公園內。
純陽峰以八仙之一的呂洞賓（號純陽子）來命名。

## 鄰近山峰
- 犁壁山
- 黃嶺
- 鍾離峰
- 果老峰